# Orthotrichum patens
Orthotrichum patens (deutsch Weitmündiges Goldhaarmoos) ist eine Laubmoos-Art aus der Familie Orthotrichaceae.

## Merkmale
Die Pflanzen sind bis 1,5 Zentimeter groß, verzweigt und bilden gelbgrüne bis dunkelgrüne polsterförmigen Räschen. Die Blätter sind bis 3 Millimeter lang, schmal lanzettlich, scharf gespitzt, trocken locker anliegend, feucht zurückgebogen abstehend. Die Ränder sind schwach umgerollt. Die Rippe endet in der Blattspitze. Die Blattzellen sind am Blattgrund durchscheinend, neben der Blattrippe rechteckig und an den Rändern etwas kürzer. Im oberen Blattteil sind sie rundlich, etwa 12 Mikrometer groß und papillös mit einer oder bis vier (sechs) Papillen pro Zelle.
Sporophyten sind regelmäßig vorhanden. Die gelbliche, breit eiförmige und deutlich von der Seta abgesetzte Sporenkapsel ist zur Hälfte in die Blätter eingesenkt. Die Urne ist trocken nicht zusammengezogen, oben längs gestreift, die Streifen zwei bis drei Zellreihen breit. Die Spaltöffnungen der Kapselwand sind kryptopor (eingesenkt). Die weit glockenförmige Kalyptra ist nackt bis ziemlich dicht behaart. Die Vaginula (Scheidchen, röhrige Hülle um den Sporogonfuß) ist bei jungen Kapseln lang behaart. Das doppelte Peristom besteht aus dem äußeren aus 8 dicht und fein papillösen, trocken zurückgeschlagenen Paarzähnen und dem inneren aus 8 sehr fein papillösen Fortsätzen. Sporen sind feinwarzig und 16 bis 20 Mikrometer groß. Sporenreifezeit ist von Mai bis Juni.

## Standortansprüche und Verbreitung
Orthotrichum patens ist etwas wärmeliebend und lebt epiphytisch an Wald- und Feldbäumen, meist an Laubbäumen, häufig an Buchen. Nur selten wächst es an Nadelbäumen wie Fichte oder Lärche.
In Deutschland, Österreich und der Schweiz ist es von der collinen bis zur montanen Höhenstufe schwerpunktmäßig im Alpenvorland und in den Alpentälern sowie in Süddeutschland teilweise zerstreut bis verbreitet.
Die Art ist ein europäischer Endemit mit Vorkommen in Nord-, West- und Mitteleuropa.